# Florence Esté
Florence Esté, née à Cincinnati le 25 mai 1859 et morte le 25 avril 1926 à Paris, est une peintre et graveuse américaine.

## Biographie
Née à Cincinnati le 25 mai 1859, Florence Esté se rend en France dès 1874 en compagnie d'Emily Sartain et devient l'élève de Tony Robert-Fleury. Outre Sartain, elle travaille aussi aux côtés de Jeanne Rongier.
De retour aux États-Unis entre 1876 et 1882, elle y est l'élève de Thomas Eakins à la Pennsylvania Academy of the Fine Arts. Elle devient amie de Cecilia Beaux, Dora Brown et Julia Foote (en) et suit les cours privés de William Sartain à la Philadelphia School of Design for Women.
Elle s'installe définitivement à Paris en 1888 et s'inscrit à l'Académie Colarossi, où elle a pour enseignants Alexandre Nozal et Raphael Collin. Elle devient membre de la Société nationale des beaux-arts dès 1909 et y expose en 1913. 
Ses aquarelles remportent en 1925 le prix Pennsylvania Academy of the Fine Arts.

## Galerie

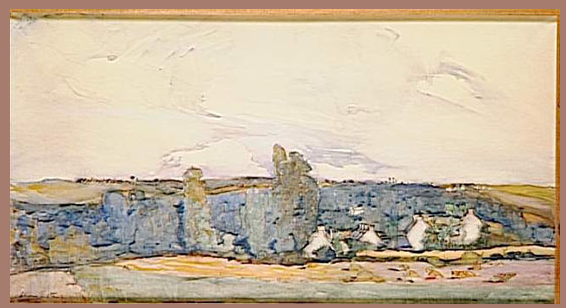
Un Bourg breton, acquis par l'état Français en 1918.
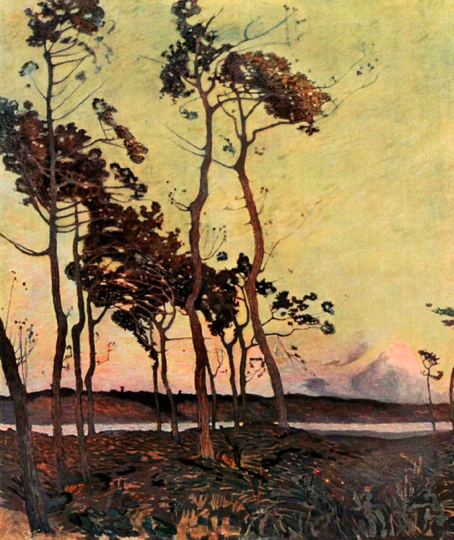
La Baie de l'Orne, 1911.
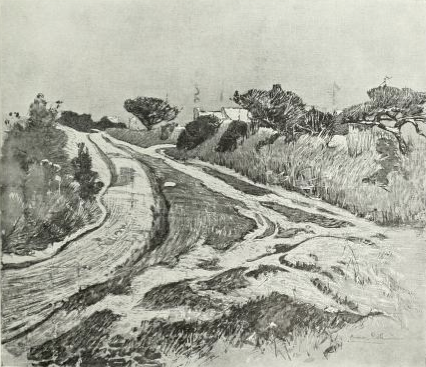
The First Snow, aquarelle, vers 1909.
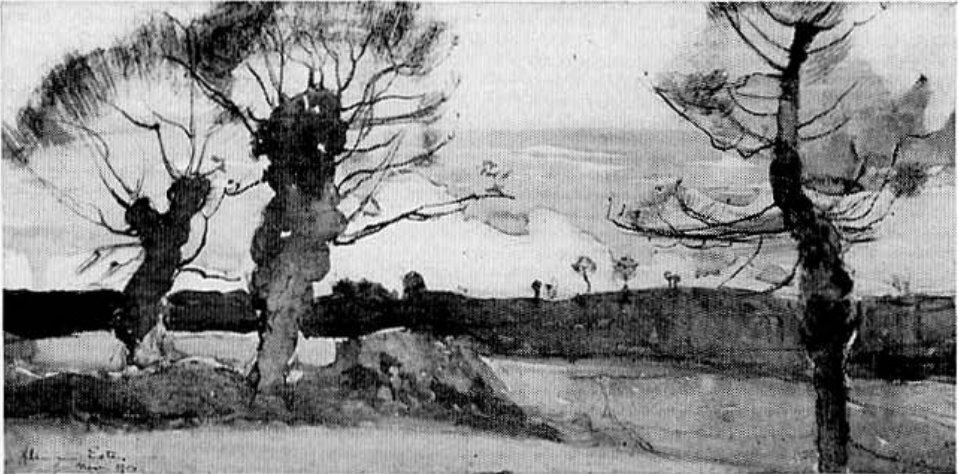
November.